# Мартин Бертеро
Мартин де Бертеро, такође позната као бароница де Босолеј, (око 1600. — после 1642.) била је прва забележена жена минералог и рударски инжењер заједно са својим мужем Жаном де Шателеом. Пуно је путовала широм Европе у потрази за минералним налазиштима и слатком подземном водом ангажована од стране разних племића и чланова краљевске породице. Током владавине француског краља Луја XIII, Мартин и њен муж су истраживали локације потенцијалних рудника у Француској. Приликом једне од својих рударских експедиција Мартин и њена породица су оптужени за вештичарење и побегли су у Мађарску. Касније су Мартин, њен муж и најстарија ћерка ухапшени и на крају умрли у затвору негде после 1642. Током свог живота, написала је више књижевних дела која су углавном изведена из књиге римског инжењера Витрувија о архитектури, De architectura. Мартин није говорила о свом коришћењу различитих научних идеја и више је волела да јавност верује да је користила магију или познате древне научне идеје. Њен успех је произашао из њеног развоја у разумевању геолошког света око себе. Неизвесно је њено резоновање иза одлуке да лаже о својим стварним средствима за успех. Њена литература пружа јединствен увид у занат и вештине потребне за рударење у седамнаестом веку.

## Живот
Мартин де Бертеро је потицала из племићке француске рударске породице у Турену. Њен отац Пјер де Бертеро био је витез. Године 1610. удала се за Жана де Шастелеа, барона де Босолеја и д'Ауфенбаха који је био стручњак за рударство. Имали су више деце. Њихова најстарија ћерка, која је умрла у затвору са својом мајком, и њихов најстарији син Херкул,  су једино двоје са доступним информацијама. Од 1610. до 1626. године боравили су у иностранству. Током свог боравка у иностранству, прешли су Атлантик до Потосија у Боливији да би посетили руднике.
Цар Светог Римског Рима, Рудолф, поставио је Жана за генералног комесара рудника Угарске. У том својству они су 16 година путовали обилазећи руднике широм Европе, а можда и Јужне Америке у потрази за богатим рудним налазиштима. Године 1626. позвани су назад у Француску да започну рад на обнављању француске рударске индустрије. Године 1627, Херкул се разболео од „ужарене врућине у цревима“ и опоравио се након неколико недеља у граду Шато Тјери. За то време, Мартин је открила природни извор и тврдила да има исцелитељске моћи. Обавестила је локалног лекара и показало се да је у праву. Град је постао атракција коју су посећивали болесни и богати. Данас је геолошка историчарка Мартин Келбл-Еберт доказала да је ово дуговечан облик научне преваре. Разлог за покушај да се људи убеде у њихове мистичне способности и привидну срећу је непознат, иако је то можда био метод за који су веровали да ће богатија клијентела бити више заинтересована. Док су били у Шатоу Тјери, локални лекар је био сумњичав у њено резоновање и није веровао да је извор пронашла помоћу уроњеног штапа. Веровало се да штапови за гатање, уроњени штапови,  помажу да се пронађе вода под земљом. То су две савијене металне шипке које корисник држи. Постоји мало научних доказа иза ове методе, а сматра се средњовековном научном идејом, као што је Виџа плоча, и контролише је корисник. Уместо тога, лекар је успео да уочи да је воду богату минералима пронашла пратећи наслаге богате црвеним гвожђем у калдрми до извора воде. Ово сазнање доктора је довело до коначног краха њихових каријера. После овог догађаја људи су постали сумњичави према њиховим методама и њихова активност је изазвала сумњу у провинцијском свештенству. У рударској бази у Морлеу у Бретањи коју је пар развио, свештеник је натерао судског извршитеља да претражи њихов дворац тражећи инкриминишући материјал. Након што су пронашли њихова истраживања, графиконе и друге материјале, свештенство је сматрало да њихове методе укључују магију и оптужило Мартин и њеног мужа за вештичарење. Нису подигнуте оптужбе, али је пар били приморан да напусти Француску и побегне у Немачку 1628-1629, а затим у Мађарску. Пошто нису могли да смање губитке, вратили су се у Француску.
Када су се вратили у Француску, писала је Лују XII у нади да ће добити дозволу да ископава руднике које је пронашла пре бекства. У свом писму је предложила пословни модел у коме би могли да пронађу драгоценије материјале. Говорила је о коришћењу мистериозних метода које ни она ни њен муж у ствари нису користили. Лажне методе о којима се расправљало, након што су уклоњене из њеног предлога, оставиле су документ са разумном методологијом за тражење минералних наслага. Пошто није било одговора од краља, Мартин је писала краљевом секретару Ришељеу и поново није добила одговор. Две године након њеног писма Ришељеу, ухапшена је заједно са мужем и најстаријом ћерком. Мартин је била затворена у дворцу Венсен, док је барон послат у Бастиљу. Ухапшени су због хиромантије, хороскопије и астрологије. Иако нису учествовали у овим активностима, ипак су умрли у затвору. Упркос причи коју су Мартин и барон овековечили, они нису учествовали ни у чему митском, већ су само добро разумели основну хемију, поседовали рано знање о тумачењу стена и земље око њих. Они су убеђивали људе да учествују у митолошким активностима, а заправо су се само бавили науком.
Тачан датум смрти није познат, зна се да су Мартин и њена најстарија ћерка умрле у затвору негде после 1642.

## Радови
Бароница је написала два извештаја о свом раду са мужем. Прва, под називом Véritable déclaration de la découverte des mines et minières, објављена је 1632. године и у њој је наведено 150 француских рудника које је пар открио. Публикација такође описује налазишта минерала у Француској, као и помало 'езотеричну' употребу радиестезијских штапова за лоцирање воде. Овај документ такође садржи многа практична и научна разматрања која нам омогућавају да разумемо најсавременију хидрогеологију 17. века.
Други рад је био у форми поезије, упућен кардиналу де Ришељеу La restitution de pluton, (1640), што је уствари била молба за пар, тачније да Мартин буде плаћена за посао који су обавили за краља.
У њему она настоји да одбрани свој необичан положај жене у рударској индустрији.